# Stephanopis acanthogastra
Stephanopis acanthogastra är en spindelart som beskrevs av Cândido Firmino de Mello-Leitão 1929. 
Stephanopis acanthogastra ingår i släktet Stephanopis och familjen krabbspindlar. Inga underarter finns listade i Catalogue of Life.